# Saint-Pierre-le-Viger
Saint-Pierre-le-Viger est une commune française située dans le département de la Seine-Maritime en région Normandie.

## Géographie

### Localisation
|          | La Gaillarde          |                      |
| Houdetot | Saint-Pierre-le-Viger | Gruchet-Saint-Siméon |
|          | Fontaine-le-Dun       |                      |

### Hydrographie
La commune est située dans le bassin Seine-Normandie. Elle est drainée par le Dun et le fossé des Marettes,,.
Le Dun, d'une longueur de 13 km, prend sa source dans la commune de Autigny et se jette  dans la Manche à Saint-Aubin-sur-Mer, après avoir traversé huit communes. 

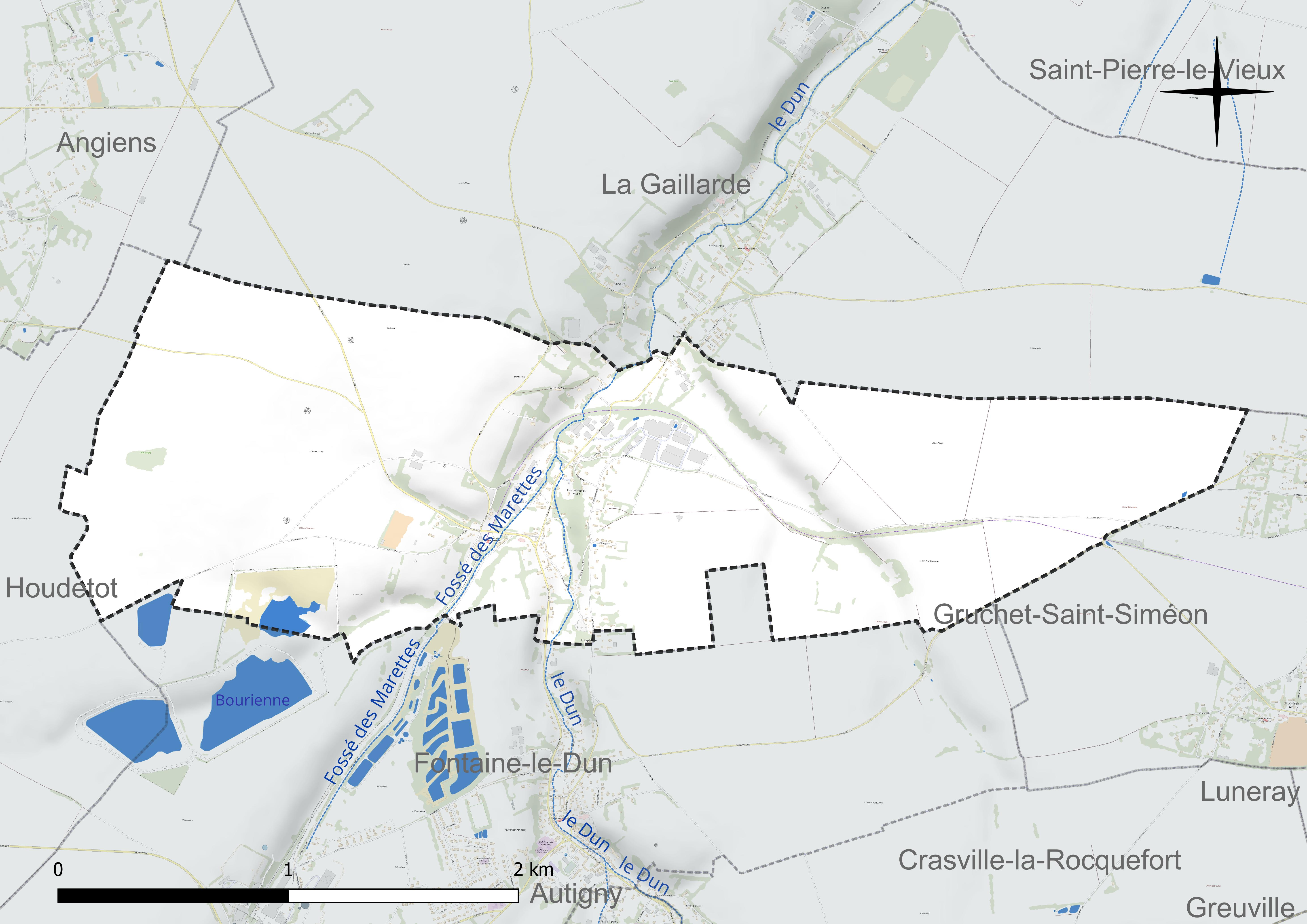
Réseau hydrographique de Saint-Pierre-le-Viger.

### Climat
Pour des articles plus généraux, voir Climat de la Normandie et Climat de la Seine-Maritime.
En 2010, le climat de la commune est de type climat océanique franc, selon une étude du CNRS s'appuyant sur une série de données couvrant la période 1971-2000. En 2020, Météo-France publie une typologie des climats de la France métropolitaine dans laquelle la commune est exposée à un climat océanique et est dans la région climatique Côtes de la Manche orientale, caractérisée par un faible ensoleillement (1 550 h/an) ; forte humidité de l’air (plus de 20 h/jour avec humidité relative > 80 % en hiver), vents forts fréquents. Parallèlement le GIEC normand, un groupe régional d’experts sur le climat, différencie quant à lui, dans une étude de 2020, trois grands types de climats pour la région Normandie, nuancés à une échelle plus fine par les facteurs géographiques locaux. La commune est, selon ce zonage, exposée à un « climat maritime », correspondant au Pays de Caux, frais, humide et pluvieux, légèrement plus frais que dans le Cotentin.
Pour la période 1971-2000, la température annuelle moyenne est de 10,5 °C, avec une amplitude thermique annuelle de 12,6 °C. Le cumul annuel moyen de précipitations est de 932 mm, avec 13,4 jours de précipitations en janvier et 8,8 jours en juillet. Pour la période 1991-2020, la température moyenne annuelle observée sur la station météorologique la plus proche, située sur la commune de Dieppe à 20 km à vol d'oiseau, est de 11,3 °C et le cumul annuel moyen de précipitations est de 805,2 mm,. Pour l'avenir, les paramètres climatiques de la commune estimés pour 2050 selon différents scénarios d’émission de gaz à effet de serre sont consultables sur un site dédié publié par Météo-France en novembre 2022.

## Urbanisme

### Typologie
Au 1er janvier 2024, Saint-Pierre-le-Viger est catégorisée commune rurale à habitat dispersé, selon la nouvelle grille communale de densité à sept niveaux définie par l'Insee en 2022.
Elle est située hors unité urbaine et hors attraction des villes,.

### Occupation des sols
L'occupation des sols de la commune, telle qu'elle ressort de la base de données européenne d’occupation biophysique des sols Corine Land Cover (CLC), est marquée par l'importance des territoires agricoles (88,2 % en 2018), en diminution par rapport à 1990 (93,7 %). La répartition détaillée en 2018 est la suivante : 
terres arables (73,5 %), prairies (14,7 %), zones urbanisées (8,6 %), eaux continentales (3,2 %). L'évolution de l’occupation des sols de la commune et de ses infrastructures peut être observée sur les différentes représentations cartographiques du territoire : la carte de Cassini (XVIIIe siècle), la carte d'état-major (1820-1866) et les cartes ou photos aériennes de l'IGN pour la période actuelle (1950 à aujourd'hui).

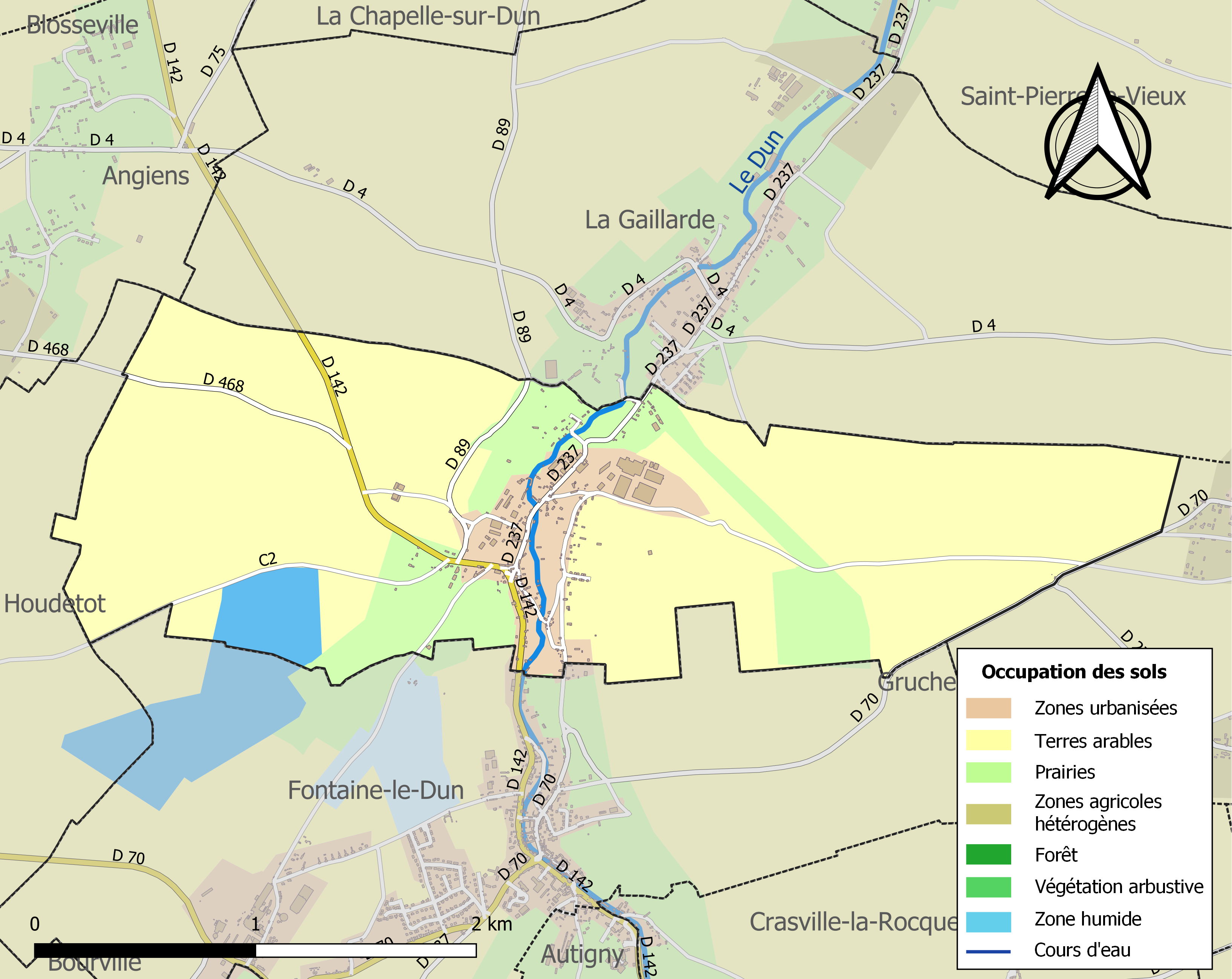
Carte des infrastructures et de l'occupation des sols de la commune en 2018 (CLC).

## Toponymie
Le nom qui désigne la paroisse apparaît comme ayant été souvent porté aux XIIe et XIIIe siècles dans la région ; Osberti Vigerii en 1218, Jordanus Wigier en 1247 et surtout Willelmus Vigerii en 1249.
Le nom de la localité est attesté sous les formes Ecclesia Sancti Petri le Vigir vers 1240 ; de Sancto Petro le Wigier en 1267; Sanctus Petrus le Vigier en 1337; Ecclesie Sancti Petri Vigerii en 1326, Saint Pierre le Vigier en 1394, 1398, 1403 et 1422, Saint Pierre le Vigier en Caux en 1414, Saint Pierre le Viger en 1692.
L'hagiotoponyme Saint-Pierre fait référence à Pierre (apôtre), l'église lui est dédiée.

## Histoire
La commune de Saint-Pierre-le-Viger a fusionné en 1823 avec celle de Saint-Pierre-le-Petit.
Au début de la Seconde Guerre mondiale, lors de la Bataille de France, les 11 et 12 juin 1940 a eu lieu la bataille de Veules-les-Roses, Saint-Pierre-le-Viger et Saint-Valery-en-Caux : les Français et Écossais se battent contre l'arrivée des panzers de Rommel, les  plaines de Saint-Pierre-le-Viger et Houdetot sont le théâtre de combats féroces, la 51st Highlanders écossaise et la Black Watch subissent plus de 50 morts et blessés ; les Français subirent aussi des pertes importantes[réf. nécessaire].
Le 15 février 2023, deux jours après l'observation du bolide 2023 CX1 dans le ciel de l'Europe de l'Ouest, un premier fragment de météorite, d'environ 100 g, est découvert dans un champ de la commune, dans le cadre d'une recherche organisée par le réseau d'observation FRIPON. Plus de soixante autres fragments sont trouvés alentour, pour une masse totale de plus d'un kilogramme. L'ensemble de ces fragments est dénommé météorite de Saint-Pierre-le-Viger. Il s'agit d'une chondrite de type L5-6, très semblable à la météorite de L'Aigle tombée 220 ans plus tôt à moins de 120 km au sud du village.

## Politique et administration
| Période                                  | Période                    | Identité         | Étiquette | Qualité                        |
| ---------------------------------------- | -------------------------- | ---------------- | --------- | ------------------------------ |
| 1860                                     |                            | Jules Leseigneur |           |                                |
| Les données manquantes sont à compléter. |                            |                  |           |                                |
| mars 2001                                | En cours (au 10 août 2020) | Daniel Legros    |           | Réélu pour le mandat 2020-2026 |

## Démographie
L'évolution du nombre d'habitants est connue à travers les recensements de la population effectués dans la commune depuis 1793. Pour les communes de moins de 10 000 habitants, une enquête de recensement portant sur toute la population est réalisée tous les cinq ans, les populations de référence des années intermédiaires étant quant à elles estimées par interpolation ou extrapolation. Pour la commune, le premier recensement exhaustif entrant dans le cadre du nouveau dispositif a été réalisé en 2008.

En 2022, la commune comptait 261 habitants, en évolution de +2,76 % par rapport à 2016 (Seine-Maritime : +0,35 %, France hors Mayotte : +2,11 %).
| 1793 | 1800 | 1806 | 1831 | 1836 | 1841 | 1846 | 1851 | 1856 |
| ---- | ---- | ---- | ---- | ---- | ---- | ---- | ---- | ---- |
| 830  | 176  | 836  | 621  | 610  | 636  | 637  | 601  | 584  |

| 1861 | 1866 | 1872 | 1876 | 1881 | 1886 | 1891 | 1896 | 1901 |
| ---- | ---- | ---- | ---- | ---- | ---- | ---- | ---- | ---- |
| 576  | 516  | 538  | 504  | 478  | 422  | 438  | 520  | 424  |

| 1906 | 1911 | 1921 | 1926 | 1931 | 1936 | 1946 | 1954 | 1962 |
| ---- | ---- | ---- | ---- | ---- | ---- | ---- | ---- | ---- |
| 391  | 332  | 318  | 341  | 353  | 330  | 321  | 304  | 306  |

| 1968 | 1975 | 1982 | 1990 | 1999 | 2006 | 2008 | 2013 | 2018 |
| ---- | ---- | ---- | ---- | ---- | ---- | ---- | ---- | ---- |
| 314  | 298  | 258  | 257  | 274  | 274  | 275  | 259  | 260  |

| 2022 | - | - | - | - | - | - | - | - |
| ---- | - | - | - | - | - | - | - | - |
| 261  | - | - | - | - | - | - | - | - |

## Culture locale et patrimoine

### Lieux et monuments
- Église Saint-Pierre.

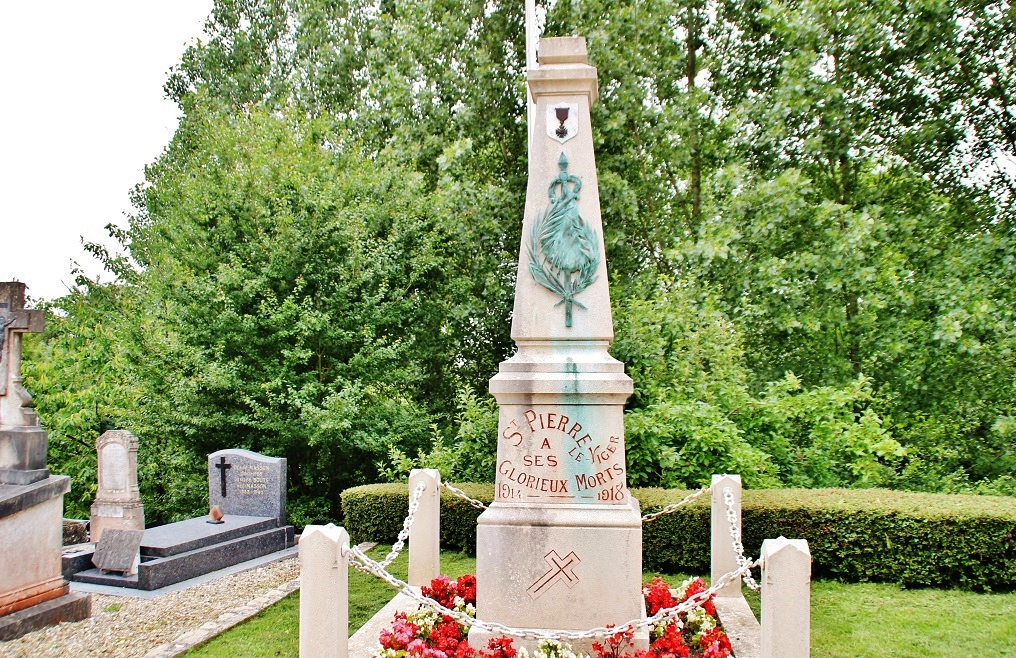
Monument aux morts.
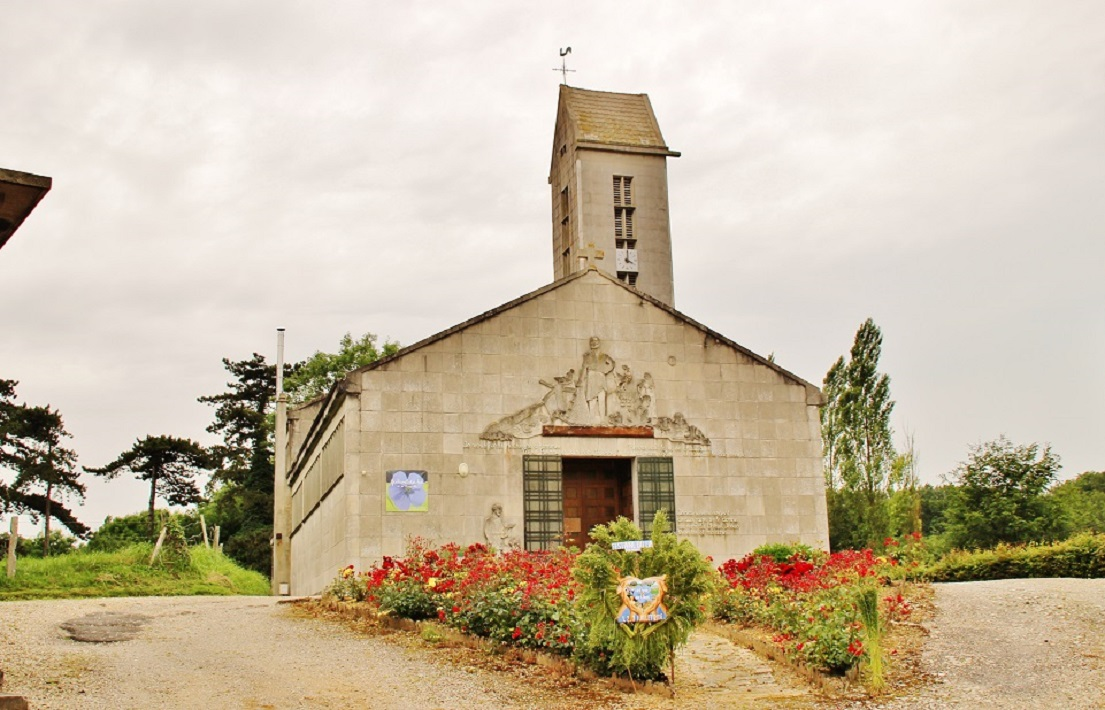
Extérieur de l'église.
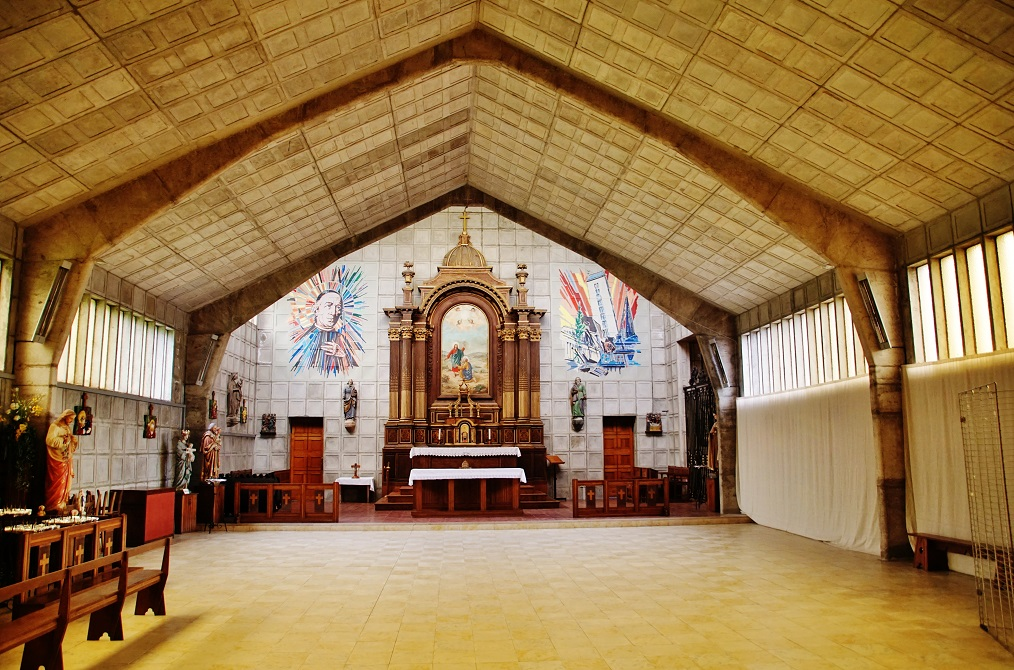
Intérieur de l'église.